# Kurzflügelweber

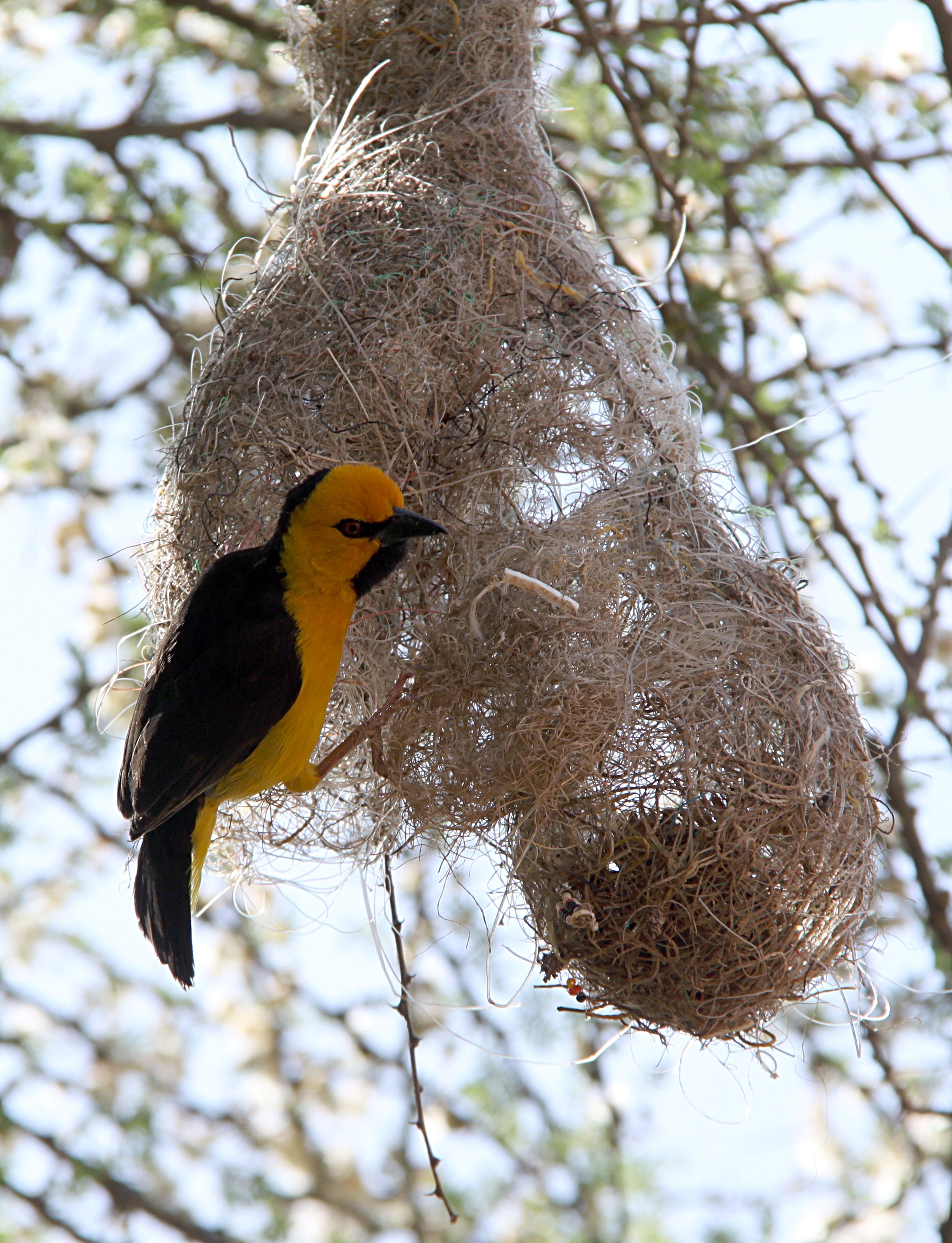
P. n. melanoxanthus

Der Kurzflügelweber (Ploceus nigricollis, Syn.: Malimbus nigricollis) zählt innerhalb der Familie der Webervögel (Ploceidae) zur Gattung der Ammerweber (Ploceus).
Der lateinische Artzusatz kommt von lateinisch nigris ‚schwarz‘ und lateinisch collis ‚Hals‘.
Der Vogel kommt in Subsahara-Afrika von Senegal und Nord-Angola bis Südsudan und Tansania vor.
Die Art wird teilweise als konspezifisch mit dem Olivnackenweber (Ploceus brachypterus) angesehen.
Das Verbreitungsgebiet umfasst bewaldete Lebensräume von baumbestandener Savanne, Galeriewald bis Lichtungen und Waldränder bis 1500 m Höhe.

## Merkmale
Die Art ist 15 bis 17 cm groß und wiegt zwischen 23 und 30 g. Das Männchen hat im Brutkleid einen schmalen schwarzen Augenstreif und einen schwarzen Kehlfleck, ansonsten einen gelb bis orangegelben Kopf, auch die Unterseite ist gelb. Nacken und Oberseite einschließlich Schwanz sind schwarz. Das Weibchen hat einen schwarzen Scheitel in den Nacken übergehend. Es bildet sich ein breiter gelber Überaugenstreif. Der Augenstreif reicht bis in den Nackenbereich.
Es gibt kein Schlichtkleid. Jungvögel sind blass olivfarben auf der Oberseite.

## Geografische Variation
Es werden folgende Unterarten anerkannt:
- P. n. nigricollis (Vieillot, 1808), Nominatform – Kamerun östlich bis in den äußersten Süden Südsudans, Uganda, Westen Kenias und Nordwesten Tansanias und südlich bis Norden Angolas und den Süden der Demokratischen Republik Kongo
- P. n. melanoxanthus (Cabanis, 1878) – Süden Äthiopiens, Somalias, Kenia und Nordosten Tansanias

Die International Ornithological Union benennt zwei weitere Ssp., die Handbook of the Birds of the World als Olivnackenweber abgespalten führt:
- P. n. brachypterus Swainson, 1837 – Senegal und Gambia bis Westkamerun
- P. n. po E. J. O. Hartert, 1907 – Bioko

## Stimme
Der Gesang des Männchens wird als kurzes, schnelles und lautes „wriou wriouu wizzz“, der Ruf als scharfes „chwit chwit“ beschrieben.

## Lebensweise
Die Nahrung besteht hauptsächlich aus Insekten.
Die Brutzeit liegt zwischen März und April sowie August und September in Kamerun. Die Art tritt meist einzeln oder als Paar auf, ist zumeist monogam und brütet nur gelegentlich in kleinen Kolonien. Das Nest hat eine lange abwärts hängende Eingangsröhre.
Das Gelege besteht aus zwei bläulich bis weißlichen, zart rot gesprenkelten Eiern.

## Gefährdungssituation
Der Bestand gilt als nicht gefährdet (Least Concern).